# Cupido myrrha
Cupido myrrha är en fjärilsart som beskrevs av Herrich-Schäffer 1851. Cupido myrrha ingår i släktet Cupido och familjen juvelvingar. Inga underarter finns listade i Catalogue of Life.